# Odaia, Șoldănești
Odaia este un sat din cadrul comunei Alcedar din raionul Șoldănești, Republica Moldova.